# かぼちゃ (イラストレーター)
かぼちゃ（1983年11月17日 - ）は、日本のイラストレーター、漫画家、大学教員。岡山県吉備郡真備町（現・倉敷市真備町）出身。男性。本名は松田博義。

## 来歴
主にエンターブレインや一迅社のアンソロジーコミックで活動。2008年にすえばしけん『スクランブル・ウィザード』（HJ文庫）、松山剛『銀世界と風の少女』（一迅社文庫）とライトノベルの挿絵を相次いで担当。2011年から2013年にかけてヤングエースで漫画『トップをねらえ!』（カラー、GAINAX原作）を連載。
同業者の*（旧ペンネーム・も）は大学の後輩に当たる。　
2006年神戸大学工学部情報知能工学科卒業。2008年神戸大学大学院自然科学研究科情報知能工学専攻博士課程前期修了。
2014年から倉敷芸術科学大学の非常勤講師、2017年に同大学の助教に就任。現在は同大学で専任講師を務める。
2018年7月7日に西日本豪雨の影響で発生した小田川堤防決壊により自宅が水没した。被災時は自宅にいたが屋根に上ったため無事であった。
2019年4月に真備町の復興をテーマにした「真備復興漫画」をTwitterに掲載した。

## 作品一覧

### 漫画
- 宇宙をかける少女R（月刊ComicREX、全2巻）
- トップをねらえ!（ヤングエース、全5巻）
- けものフレンズ コミックアラカルト ジャパリパーク編 その２ (KADOKAWA)
- けものフレンズ コミックアラカルト ジャパリパーク編 その３ (KADOKAWA)
- 文豪ストレイドッグス　公式アンソロジー　～奏～ (KADOKAWA)
- 文豪ストレイドッグス　公式アンソロジー　～睦～ (KADOKAWA)

### 書籍挿絵
- スクランブル・ウィザード（HJ文庫）
- 銀世界と風の少女（一迅社文庫）
- 時の悪魔と三つの物語（HJ文庫）
- アリアンロッド2E・リプレイ・ヴァイス（富士見ドラゴンブック）
- 二度目の人生を異世界で（HJノベルス）
- ある魔女の受難（アルファポリス）
- 巻き込まれて異世界転移する奴は、大抵チート（宝島社）
- 異世界モンスターブリーダー 〜チートはあるけど、のんびり育成しています〜（GAノベル）
- 転生担当女神が100人いたのでチートスキル100個貰えた（GAノベル）
- 転生賢者は娘と暮らす。（富士見ファンタジア文庫）
- おいでよ、魔物牧場!〜田舎ではじめるまったりスローライフ〜（MFブックス ）
- CHiLD ―境界からの降臨者―（LINE文庫エッジ）
- 伝説の幼女王（300歳）頼れる冒険者とダンジョンへ旅立つ（HJ文庫）
- 没落予定の貴族だけど、暇だったから魔法を極めてみた（TOブックス）
- やりこみゲーマーの異世界生産職冒険譚（HJノベルス）
- 創造錬金術師は自由を謳歌する 故郷を追放されたら、魔王のお膝元で超絶効果のマジックアイテム作り放題になりました（カドカワBOOKS）
- やめてくれ、強いのは俺じゃなくて剣なんだ……!（DREノベルス）
- きのした魔法工務店（GAノベル）